# No Blood No Tears
No Blood No Tears (Pido Nunmuldo Eobsi) ist ein südkoreanischer Spielfilm mit Martial-Arts-Elementen des Regisseurs Ryoo Seung-wan aus dem Jahr 2002. Der zweite abendfüllende Spielfilm des Regisseurs erzählt die Geschichte zweier benachteiligter Frauen, die Bargeld aus dem Besitz der ehrenwerten Gesellschaft stehlen und hierfür allerlei Torturen erleiden müssen.

## Handlung
Die hartgesottene Ex-Gangsterbraut Kyeong-seon, eine Frau mittleren Alters, schlägt sich als Taxifahrerin durch, um die Spielschulden ihres untergetauchten Ehemanns bei dem Unterweltboss Geum-bok zu begleichen. Zudem wird ihr trostloser Alltag durch skurrile Geldeintreiber bedroht; ihre kleine Tochter gilt außerdem seit Jahren als vermisst. Eines Tages wird Kyeong-seons Taxi vom Sportwagen der quirligen Sängerin Su-ji gerammt, die ihrem heruntergekommenen Freund Dok-bul, einem prügelnden Ex-Boxer und Bandenchef, zu entkommen versucht. Die beiden vom Schicksal benachteiligten Frauen finden so zusammen.
Nach einiger Zeit entwickeln die beiden aus chronischer Geldnot einen Plan: Sie wollen den stets missgelaunten Bandenchef und Wettpaten Dok-bul um die Einnahmen einer illegalen Hundekampfveranstaltung bringen, die er für seinen Chef Geum-bok ausrichtet. Der heikle Coup gelingt, allerdings wird das Duo zunächst getrennt. Derweil bekunden mehrere Personen Interesse an den gestohlenen Wetteinnahmen. Neben dem gehörnten Dok-bul, versuchen Unterweltkönig Geum-bok, ein Trio debiler Nachwuchsgangster und die örtliche Polizei die flüchtigen Frauen zu ergreifen. In der Folge bekämpfen sich die einzelnen Gruppierungen in einem teils undurchsichtigen Spiel aus Macht und Geldgier. Letztlich kommen fast alle Gangster ums Leben. Nach kräftezehrenden Auseinandersetzungen wird Kyeong-seon und Su-ji das erbeutete Geld von Nachwuchsgangstern entrissen.
Am Ende des Films träumen die mittellosen Frauen von einer glücklichen Zukunft, nichtsahnend, dass sich ein Teil der Beute versteckt in ihrem Auto befindet.

## Kritiken
Das Lexikon des internationalen Films schrieb der Film sei ein „überharter Actionfilm, der seiner Geschichte Melancholie und Komik“ beimische und „Elemente des Hongkong-Kinos der 1980er-Jahre um Standards des aktuellen Gangsterfilms“ erweitere.